# Giorgio Augusto di Meclemburgo-Strelitz
Giorgio Augusto di Meclemburgo-Strelitz (Neustrelitz, 11 gennaio 1824 – San Pietroburgo, 20 giugno 1876) fu principe della casata di Meclemburgo-Strelitz e fratello del granduca Federico Guglielmo. Fu il fondatore della linea russa dei Meclemburgo-Strelitz.

## Biografia
Giorgio Augusto era il figlio quartogenito nonché il più giovane del granduca Giorgio di Meclemburgo-Strelitz e di sua moglie, Maria d'Assia-Kssel.

## Matrimonio
Nel 1851 Giorgio Augusto sposò a San Pietroburgo la granduchessa Ekaterina Michajlovna Romanova (1827-1894), figlia del granduca Michail Pavlovič Romanov e della principessa Carlotta di Württemberg. La granduchessa era nipote dello zar Paolo I. Al momento del matrimonio, Giorgio Augusto ricevette il castello di Remplin come residenza per sé e per la propria famiglia, ma per gran parte della loro vita insieme la coppia visse nel Palazzo Michajlovskij di San Pietroburgo, fastosa residenza progettata per il padre di Ekaterina.
Giorgio e Ekaterina ebbero quattro figli:
- Nicola (11 luglio 1854)
- Elena (1857-1936), sposò Alberto di Sassonia-Altenburg
- Giorgio Alessandro (1859-1909)
- Carlo Michele (1863-1934)

Con il suo matrimonio e la presa di residenza in Russia, Giorgio Augusto entrò nell'esercito russo col grado di maggiore generale e si perfezionò nell'artiglieria, ottenendo anche l'incarico di aiutante generale dello zar e di ispettore generale dei battaglioni di fanteria. Durante questo periodo egli si adoperò particolarmente per il miglioramento della tecnica delle armi da fuoco in dotazione all'esercito russo, apportando cambiamenti significativi all'armamento delle forze zariste.

## Morte
Alla sua morte, il 27 giugno 1876, il corpo di Giorgio Augusto venne trasferito nel Meclemburgo-Strelitz e sepolto nella cripta della cappella del castello di Mirow. Sua moglie, che morirà quasi un ventennio dopo, verrà sepolta invece nella cattedrale dei Santi Piero e Paolo a San Pietroburgo.
Giorgio Augusto fu anche il fondatore della linea russa dei Meclemburgo-Strelitz che si è estinta nel 1996 con la morte dell'ultimo rappresentante, il duca Giorgio Alessandro.

## Ascendenza
|                                           |                            |                                                        | Genitori                                                              |  |  | Nonni |  |  | Bisnonni                                        |  |  | Trisnonni                                  |  |
|                                           |                            |                                                        |                                                                       |  |  |       |  |  | Carlo Ludovico Federico di Meclemburgo-Strelitz |  |  | Adolfo Federico II di Meclemburgo-Strelitz |  |
|                                           |                            |                                                        |                                                                       |  |  |       |  |  | Carlo Ludovico Federico di Meclemburgo-Strelitz |  |  | Adolfo Federico II di Meclemburgo-Strelitz |  |
|                                           |                            | Cristiana Emilia di Schwarzburg-Sonderhausen           |                                                                       |  |  |       |  |  | Carlo Ludovico Federico di Meclemburgo-Strelitz |  |  |                                            |  |
| Carlo II di Meclemburgo-Strelitz          |                            |                                                        |                                                                       |  |  |       |  |  | Carlo Ludovico Federico di Meclemburgo-Strelitz |  |  |                                            |  |
|                                           |                            | Elisabetta Albertina di Sassonia-Hildburghausen        | Ernesto Federico I di Sassonia-Hildburghausen                         |  |  |       |  |  |                                                 |  |  |                                            |  |
|                                           |                            | Elisabetta Albertina di Sassonia-Hildburghausen        | Ernesto Federico I di Sassonia-Hildburghausen                         |  |  |       |  |  |                                                 |  |  |                                            |  |
|                                           |                            | Elisabetta Albertina di Sassonia-Hildburghausen        | Sofia Albertina di Erbach-Erbach                                      |  |  |       |  |  |                                                 |  |  |                                            |  |
| Giorgio di Meclemburgo-Strelitz           |                            | Elisabetta Albertina di Sassonia-Hildburghausen        |                                                                       |  |  |       |  |  |                                                 |  |  |                                            |  |
|                                           |                            | Giorgio Guglielmo d'Assia-Darmstadt                    | Luigi VIII d'Assia-Darmstad                                           |  |  |       |  |  |                                                 |  |  |                                            |  |
|                                           |                            | Giorgio Guglielmo d'Assia-Darmstadt                    | Luigi VIII d'Assia-Darmstad                                           |  |  |       |  |  |                                                 |  |  |                                            |  |
|                                           |                            | Giorgio Guglielmo d'Assia-Darmstadt                    | Dorotea Carlotta di Brandeburgo-Ansbach                               |  |  |       |  |  |                                                 |  |  |                                            |  |
| Federica Carolina Luisa d'Assia-Darmstadt |                            | Giorgio Guglielmo d'Assia-Darmstadt                    |                                                                       |  |  |       |  |  |                                                 |  |  |                                            |  |
|                                           |                            | Maria Luisa Albertina di Leiningen-Dagsburg-Falkenburg | Cristiano Carlo Reinardo di Leiningen-Dachsburg-Falkenburg-Heidesheim |  |  |       |  |  |                                                 |  |  |                                            |  |
|                                           |                            | Maria Luisa Albertina di Leiningen-Dagsburg-Falkenburg | Cristiano Carlo Reinardo di Leiningen-Dachsburg-Falkenburg-Heidesheim |  |  |       |  |  |                                                 |  |  |                                            |  |
|                                           |                            | Maria Luisa Albertina di Leiningen-Dagsburg-Falkenburg | Caterina Polissena di Solms-Rödelheim                                 |  |  |       |  |  |                                                 |  |  |                                            |  |
| Giorgio Augusto di Meclemburgo-Strelitz   |                            | Maria Luisa Albertina di Leiningen-Dagsburg-Falkenburg |                                                                       |  |  |       |  |  |                                                 |  |  |                                            |  |
|                                           | Federico II d'Assia-Kassel | Guglielmo VIII d'Assia-Kassel                          |                                                                       |  |  |       |  |  |                                                 |  |  |                                            |  |
|                                           | Federico II d'Assia-Kassel | Guglielmo VIII d'Assia-Kassel                          |                                                                       |  |  |       |  |  |                                                 |  |  |                                            |  |
|                                           | Federico II d'Assia-Kassel | Dorotea Guglielmina di Sassonia-Zeitz                  |                                                                       |  |  |       |  |  |                                                 |  |  |                                            |  |
| Federico d'Assia-Kassel                   | Federico II d'Assia-Kassel |                                                        |                                                                       |  |  |       |  |  |                                                 |  |  |                                            |  |
|                                           |                            | Maria di Hannover                                      | Giorgio II di Gran Bretagna                                           |  |  |       |  |  |                                                 |  |  |                                            |  |
|                                           |                            | Maria di Hannover                                      | Giorgio II di Gran Bretagna                                           |  |  |       |  |  |                                                 |  |  |                                            |  |
|                                           |                            | Maria di Hannover                                      | Carolina di Brandeburgo-Ansbach                                       |  |  |       |  |  |                                                 |  |  |                                            |  |
| Maria di Assia-Kassel                     |                            | Maria di Hannover                                      |                                                                       |  |  |       |  |  |                                                 |  |  |                                            |  |
|                                           |                            | Carlo Guglielmo di Nassau-Usingen                      | Carlo di Nassau-Usingen                                               |  |  |       |  |  |                                                 |  |  |                                            |  |
|                                           |                            | Carlo Guglielmo di Nassau-Usingen                      | Carlo di Nassau-Usingen                                               |  |  |       |  |  |                                                 |  |  |                                            |  |
|                                           |                            | Carlo Guglielmo di Nassau-Usingen                      | Cristiana Guglielmina di Sassonia-Eisenach                            |  |  |       |  |  |                                                 |  |  |                                            |  |
| Carolina di Nassau-Usingen                |                            | Carlo Guglielmo di Nassau-Usingen                      |                                                                       |  |  |       |  |  |                                                 |  |  |                                            |  |
|                                           |                            | Carolina Felicita di Leiningen-Dagsburg                | Cristiano Carlo Reinardo di Leiningen-Dachsburg-Falkenburg-Heidesheim |  |  |       |  |  |                                                 |  |  |                                            |  |
|                                           |                            | Carolina Felicita di Leiningen-Dagsburg                | Cristiano Carlo Reinardo di Leiningen-Dachsburg-Falkenburg-Heidesheim |  |  |       |  |  |                                                 |  |  |                                            |  |
|                                           |                            | Carolina Felicita di Leiningen-Dagsburg                | Caterina Polissena di Solms-Rödelheim                                 |  |  |       |  |  |                                                 |  |  |                                            |  |
|                                           |                            | Carolina Felicita di Leiningen-Dagsburg                |                                                                       |  |  |       |  |  |                                                 |  |  |                                            |  |